# Jeff Hardy
Jeffrey Nero Hardy (născut pe  31 august, 1977) este un wrestler american care evoluează în prezent în Total Nonstop Action Wrestling.
Și-a schimbat numele în anul 1986, în urma unui incident care l-a făcut și pe fratele acestuia să treacă la un nume real nou. Deține un palmares impresionant în wrestlingul pe echipe, câștigând până în prezent de șase ori titlul de campion mondial WWE pe echipe, împreună cu fratele său Matt Hardy (The Hardy Boyz).

## Carieră
Născut în micul orășel Cameron din Carolina de Nord, Jeff Hardy visa de mic să devină wrestler. Alături de fratele său Matt, urmărea cu aviditate fiecare spectacol de wrestling transmis la televizor și mărturisește că i-a avut drept modele pe Sting, The Ultimate Warrior și Shawn Michaels. Pasiunea pentru wrestling face ca Jeff, împreună cu Matt și alți prieteni, să formeze propria federație numită Trampoline Wrestling Federation (TWF), inventând personaje și mișcări după asemănarea celor văzute pe micul ecran. Visul de a deveni wrestler prinde viață și la 16 ani, Jeff apare pentru prima dată într-un spectacol de wrestling, fiind folosit pe post de jobber într-unul din show-urile World Wrestling Federation.
Înainte de a semna cu WWF, Matt Hardy a format alături de Thomas Simpson propria promoție de wrestling, numită OMEGA (Organization of Modern Extreme Grappling Arts). OMEGA a avut un succes mai mare decât TWF, pe lângă frații Hardy evoluând nume ca Shannon Moore, Gregory Helms, Joey Matthews, Caprice Coleman și alții. În această perioadă, Jeff a adoptat diferite nume în ring, cum ar fi Will O' the Wisp, Iceman, Mean Jimmy Jack Tomkins, Wolverine sau The Masked Mountain.

### World Wrestling Federation

#### The Hardy Boyz (1998-2002)
Frații Hardy au reușit să atragă atenția promoției World Wrestling Federation, care după semnarea unui contract în 1998 i-a îndrumat către școala fostului wrestler Dory Funk, Jr., unde s-au antrenat alți wrestleri de marcă precum Kurt Angle, Christian, Test sau A-Train. Cei doi frați au apărut în spectacolele WWF în același an, formând echipa numită The Hardy Boyz, care încă de la începuturi a fost apreciată pentru agilitatea și inventivitatea de care dădea dovadă. În 1999, frații Hardy au avut o feudă cu Edge și Christian, formând pentru scurtă vreme stable-ul The New Brood, împreună cu Gangrel.
În această perioadă, Matt și Jeff au câștigat de cinci ori centura WWE World Tag Team Championship, asigurându-și astfel locul printre cele mai mari echipe de wrestling din istorie. În 2000, frații au un nou manager în persoana prietenei lor din realitate, Lita, trio-ul devenind cunoscut sub numele de "Team Xtreme".
În următorii trei ani, popularitatea lui Jeff Hardy a crescut spectaculos. Stilul său acrobatic și manevrele de mare risc pe care obișnuia să le execute (mai ales în meciurile de tipul TLC) au făcut ca Jeff să fie considerat unul dintre cei mai îndrăzneți și neortodocși wrestleri ai generației sale. Pe 12 aprilie 2001, Jeff îl învinge pe Triple H și câștigă centura WWE Intercontinental Championship, devenind la 23 de ani cel mai tânăr campion intercontinental din istorie. În luna iunie reușește performanța de a deține în același timp atât centura de campion intercontinental, cât și cea a categoriei Light Heavyweight, învingându-l pe Jerry Lynn.
În ediția SmackDown! din 12 iulie, Jeff câștigă primul titlu de campion hardcore din carieră, învingându-l pe Mike Awesome. Titlul este pierdut în săptămânile următoare în fața lui Rob Van Dam și recucerit pe data de 13 august.
La începutul lunii aprilie 2002, frații Hardy încep un feud cu Brock Lesnar, după ce Lesnar l-a atacat pe Matt pe rampa de intrare în ring. Jeff caută să se răzbune și îl întâlnește pe Lesnar într-un meci desfășurat la Backlash 2002. Lesnar domină lupta și câștigă meciul prin knockout. Confilctul continuă și în următoarele săptămâni, frații Hardy reușind să obțină victoria într-un singur meci, prin descalificare. La Judgment Day 2002, frații Hardy pierd încă o dată, într-un meci pe echipe împotriva lui Lesnar și Paul Heyman.

#### Cariera single (2002-2003)
După ani de zile în care Matt și Jeff au format echipa Hardy Boyz, cei doi se îndreaptă spre cariere single, Jeff urmând să evolueze în divizia RAW, în timp ce Matt este trimis în SmackDown!. Jeff face un prim pas în cariera single, provocându-l pe Undertaker, pe care îl întâlnește într-un Ladder match pentru centura WWE Undisputed Championship. Deși "Fenomenul" se dovedește a fi mai puternic decât el, Jeff reușește în finalul meciului să câștige respectul campionului en-titre, care se întoarce în ring și îi ridică mâna precum unui adevărat învingător.
În ediția RAW din 8 iulie 2002, Jeff îl învinge pe William Regal și devine noul campion european. Titlul însă este pierdut două săptămâni mai târziu, într-un Ladder match contra campionului intercontinental Rob Van Dam. În urma acestui meci, cele două centuri sunt unificate. Pe data de 29 iulie, Jeff obține victoria în fața lui JBL și câștigă titlul de campion Hardcore, pe care îl pierde însă imediat după meci, fiind învins de Johnny The Bull. În toamna anului 2002, Hardy este învins de campionul WWF Triple H și dispută numeroase meciuri pe echipe, în combinație cu diverși wrestleri. La Survivor Series 2002 participă într-un Tables match, alături de alți șase atleți.
În ianuarie 2003, Jeff apare pentru o scurtă perioadă în postura de heel, după ce i-a atacat pe Rob Van Dam și Shawn Michaels. O lună mai târziu, revine ca wrestler face salvând-o pe Stacy Keibler din fața atacului lui Christian, care se pregătea s-o lovească
. Jeff luptă în câteva meciuri alături de Shawn Michaels iar în luna martie formează pe ecran un cuplu alături de Trish Stratus. În ultimul său meci dinaintea concedierii din WWE, Jeff este învins de The Rock.
Jeff Hardy este concediat de către WWE pe data de 22 aprilie 2003, compania explicând publicului că motivele care au stat la baza acestei decizii au fost comportamentul schimbător al wrestlerului, abuzul de droguri și refuzul de a merge la dezintoxicare, parcursul descendent al performanțelor din ring precum și întârzierile frecvente și absențele de la spectacole. Hardy își motivează plecarea spunând că se simte epuizat și că are nevoie de o perioadă de pauză.

### Perioada de pauză și evoluția în Ring of Honor (2003)
După plecarea din WWF/E, Hardy a avut o pauză competițională, în care a stat departe de lumea wrestlingului și s-a concentrat asupra motocross-ului, terminând de construit propria pistă de 
motocross.
Jeff s-a întors în wrestling, evoluând pentru promoția independentă Ring of Honor. Prima lui apariție a avut loc la evenimentul ROH Death Before Dishonor, folosind gimmick-ul "Will O' the Wisp", însă atât înainte, cât și în timpul și după meciul său de debut disputat în compania lui Joey Matthews și Krazy K, fanii l-au huiduit, strigând "Îl vrem pe Matt!" sau "Ai fost concediat!".

### Total Nonstop Action Wrestling (2004-2006)
Hardy a debutat în promoția Total Nonstop Action Wrestling pe data de 23 iunie 2004, în cadrul pay-per-view-ului săptămânal Second Anniversary Show, disputând un meci în compania campionului diviziei X, A.J. Styles. Debutul în TNA a adus pentru Hardy și o schimbare de imagine : a început să fie cunoscut drept Carismatica Enigmă (The Charismatic Enigma) și și-a schimbat melodia de intrare, folosind piesa "Modest" interpretată de el însuși. Meciul cu A.J. Styles s-a terminat cu un no-contest, din cauza intervenției lui Kid Kash și Dallas. Hardy s-a întors în ring pe data de 21 iulie 2004, când i s-a acordat o șansă la centura NWA World Heavyweight Championship, însă în meciul disputat pe data de 8 septembrie a fost învins de campionul en-titre Jeff Jarrett.
În octombrie 2004 câștigă un turneu pentru o nouă șansă la centura NWA, dar este învins pentru a 
doua oară de campionul NWA Jeff Jarett, într-un ladder match disputat la Victory Road 2004. Jarett obține victoria datorită 
intervenției în meci a lui Kevin Nash și Scott Hall. O lună mai târziu, la Turning Point 2004, Jeff face echipă cu A.J.Styles și Randy Savage învingându-i pe Jarett, Hall și Nash, care formau o echipă cunoscută sub numele de Kings of Wrestling. Feuda cu membrii acestei grupări continuă iar pe data de 16 ianuarie 2005, la pay-per-view-ul Final Resolution, Hardy obține victoria într-un meci single împotriva lui Scott Hall.
În luna februarie, Jeff ia parte la pay-per-view-ul Against All Odds, unde pierde în fața lui Abyss șansa de a concura încă o dată pentru centura NWA. 
Revanșa urmează o lună mai târziu, când obține victoria în fața lui Abyss, într-un Falls Count Anywhere match disputat la Destination X 2005.
Urmează o feudă cu Raven, pe care Hardy îl învinge într-un prim meci de tipul Steel Cage desfășurat în cadrul galei Lockdown 2005 din luna aprilie. Revanșa a fost programată pe 15 mai, la pay-per-view-ul Hard Justice 2005, într-un meci hardcore de tipul Clockwork Orange House of Fun, dar Hardy absentează și nu se prezintă la meci, acuzând probleme cu transportul. Sean Waltman este desemnat pentru a-l înlocui, iar Jeff este suspendat până pe data de 5 august 2005. O săptămână mai târziu, Hardy își face apariția la Sacrifice 2005, atacându-l pe Jeff Jarett. După patru luni de absență, Jeff revine în ring la pay-per-view-ul Unbreakable din 11 septembrie 2005, pierzând în fața lui Bobby Roode, după o intervenție a lui Jeff Jarett.
Pe parcursul lunii octombrie, Hardy este implicat într-o feudă cu Abyss, Rhino și Sabu, care culminează cu un Monster's Ball match la Bound for Glory 2005, câștigat de Rhino. 
Meciul este unul de referință pentru evoluția lui Jeff Hardy în promoția TNA. Pe parcursul luptei, Jeff a executat o Swanton Bomb asupra lui Abyss de la o înălțime de aproximativ 5 metri (7 ft.). În aceeași seară, Jeff a participat și la un Battle Royal pentru o șansă la titlul NWA, meci câștigat de asemenea de Rhino. În luna noiembrie, Hardy avea să piardă încă o șansă la centura NWA, în fața lui Monty Brown.
În decembrie 2005, Jeff Hardy avea programat un meci în avanpremiera pay-per-view-ul Turning Point, dar nu s-a prezentat, acuzând încă o dată probleme cu transportul. Ca urmare, a fost suspendat și nu a mai apărut în show-urile televizate TNA. În primăvara anului 2006, Hardy a participat la diverse house show-uri promovate de TNA, în colaborare cu Dave Hebner și United Wrestling Federation.

### World Wrestling Entertainment (2006-2009)
Pe data de 4 august 2006, World Wrestling Entertainment a anunțat semnarea unui contract cu Jeff Hardy, care revenea astfel, după o pauză de trei ani, în federația care l-a consacrat. În 
săptămânile ce au urmat, reîntoarcerea lui Jeff a fost promovată pe tot parcursul emisiunilor 
săptămânale, ediția RAW din 21 august 2006 marcând întoarcerea lui Jeff în cadrul 
WWE. La prima apariție în fața camerelor de filmat, Jeff l-a învins pe Edge, prin descalificare.
După ce inițial a eșuat în încercările de a cuceri titlul campion intercontinental în fața campionului en-titre Johnny Nitro, atât în show-urile săptămânale cât și la Unforgiven 2006, Jeff Hardy reușește în RAW-ul din 2 octombrie să-l învingă pe Nitro și să devină campion intercontinental, pentru a doua oară în carieră. În edițiile RAW din 6 și 13 noiembrie, deținătorul centurii intercontinentale se schimbă de două ori : în data de 6 noiembrie, Nitro reușește să-l învingă pe Hardy, iar o săptămână mai târziu, Jeff reușește să recupereze centura, ediția RAW din 13 noiembrie marcând cucerirea celui de-al treilea titlul intercontinental.
În ediția din 21 noiembrie 2006 a show-ului săptămânal ECW, Jeff face echipă cu fratele său Matt, pentru prima dată după mai bine de cinci ani. Au apărut în fața publicului folosind melodia de intrare și clipul video care i-a consacrat în anii 2000, învingând echipa Full Blooded Italians.
La Survivor Series 2006, Matt și Jeff au făcut parte din echipa DX, câștigând în fața oponenților de la Rated-RKO. La Armageddon 2006, frații Hardy au participat la un  Four Way Ladder match contând pentru centura pe echipe WWE World Tag Team Championship, dar nu au reușit să iasă învingători. Meciul a fost marcat de un incident regretabil, în care cei doi frați l-au lovit accidental pe Joey Mercury cu o scară, desfigurându-l.
Începutul anului 2007 i-a găsit pe frații Hardy implicați într-o feudă cu echipa MNM, conflictul învârtindu-se în jurul incidentului de la Armageddon și luptei dintre Jeff și Nitro pentru centura intercontinentală. În cadrul primului pay-per-view al anului, New Year's Revolution, Johnny Nitro și Jeff Hardy s-au confruntat într-un Steel Cage match, din care Hardy a ieșit învingător. Cele două echipe s-au întâlnit pentru încă două meciuri, desfășurate la Royal Rumble 2007 și No Way Out, ambele fiind câștigate de frații Hardy. În ediția RAW de după No Way Out, Jeff și-a pierdut titlul intercontinental în fața lui Umaga.
La WrestleMania 23, Jeff a fost unul din participanții la meciul Money in the Bank și a reușit să surprindă din nou prin stilul său de luptă nonconformist și spectaculos. După ce fratele său Matt l-a așezat pe Edge pe o scară pusă orizontal, între ring și gardul de protecție, Jeff a urcat pe o altă scară aflată în interiorul ringului, și deși avea șansa să câștige meciul recuperând diplomatul, a efectuat un leg drop de la o înălțime de peste șase metri, sărind peste Edge. În urma acestei manevre, ambii wrestleri au fost răniți și nu au mai putut continua meciul. În ediția RAW din seara următoare, frații Hardy au concurat într-un Battle Royal, alături de alte 10 echipe, în joc fiind puse centurile pe echipe.
Frații Hardy au fructificat șansa oferită și au devenit pentru a șasea oară în carieră campioni WWE pe echipe. La următoarele două pay-per-view-uri organizate de WWE, Backlash 2007 și Judgment Day 2007, cei doi i-au întâlnit pe Lance Cade și Trevor Murdoch și au reușit să-și păstreze centurile în ambele ocazii. În ediția RAW din 4 iunie, frații Hardy au fost învinși și au cedat titlurile mondiale echipei formate din Lance Cade și Trevor Murdoch..
În mijlocul feudei cu Umaga, care l-a învins pe Jeff la The Great American Bash, Hardy a dispărut brusc din spectacolele WWE. Numeroase site-uri de știri din wrestling au anunțat că Hardy a fost suspendat pe o perioadă de 30 de zile datorită încălcării politicilor WWE, dar pe site-ul oficial TheHardyShow.com, Hardy a anunțat faptul că este vorba de o pauză competițională datorată unei accidentări suferite în meciul împotriva lui Mr. Kennedy din emisiunea RAW din 23 iulie. Întoarcerea în ringul de wrestling a avut loc în ediția RAW din 27 august, când l-a învins pe Mr. Kennedy. O săptămână mai târziu, Jeff câștigă cel de-al patrulea titlu intercontinental din carieră, învingându-l pe Umaga. Neînvins multe luni la rând, a intrat în conflict cu Chris Jericho pentru meciul Money In The Bank, Chris câștigând dreptul pentru acest meci în fața lui Jeff Hardy. Jericho peste 2 săptămâni primește o șansă la centura intercontinentală și câștigă, devenind noul campion Intercontinental.
La Survivor Series din echipa: Jeff Hardy, Triple H, Matt Hardy, Kane și Rey Misterio, rămâne numai echipa Jeff Hardy și Triple H împotriva la cealaltă echipă. Cei doi au avut multe de făcut doar că i-au învins pe toți 5. Pe 16 Decembrie la Armageddon, Jeff Hardy are un meci împotriva lui Triple H unde câștigătorul este No. 1 Contender pentru titlul WWE. Jeff Hardy câștigă acel meci iar apoi are multe conflicte cu Campionul WWE de atunci, Randy Orton. Mai întâi Randy Orton îl lovește pe fratele său Matt la apendice, dar la următorul show RAW, Jeff Hardy trebuia să își apere titlul intercontinental în fața lui Randy Orton dar Randy este descalificat deoarece a folosit o manevră ilegală iar lupta s-a dus la intrarea în scenă. Acolo, Jeff a executat un incredibil Swanton Bomb de la 10 metri de pe o schelă. La Royal Rumble, Jeff Hardy nu reușește să câștige titlul WWE. La No Way Ouț are un Elimination Chamber împotriva lui: Triple H, Shawn Michaels, Chris Jericho, JBL și Umaga. Jeff Hardy pierde acel meci fiind eliminat ultimul chiar de câștigător, Triple H. Pe data de 18 Februarie Jeff se luptă cu Snitsky, debutând cu noua sa melodie de intrare Endeverafter - No More Words. Jeff câștigă fără probleme și se califică în Money În The Bank Ladder Match. Pe data de 25 Februarie Jeff se luptă cu Chris Jericho unde pierde meciul și așa Chris se califică și el în meciul de la Wrestlemania 24. La următorul RAW Jericho îl are ca invitat la "The Highlight Reel" pe Jeff Hardy și nu durează mult și Jeff îi dă ca o avertizare lui Y2J un Twist Of Fate. Pe data de 10 Martie Jeff Hardy pierde meciul cu Y2J și pierde titlul Intercontinental iar mai târziu la Raw Jeff Hardy este prins că a consumat droguri așa că este suspendat timp de 60 de zile. După suspendarea sa de 60 de zile Jeff revine în Raw, bucurând publicul. Hardy a ținut un discurs , dar în cele din urmă acesta a fost întrerupt de Managerul General al Raw-ului William Regal care i-a făcut un meci pentru acea seară cu Buldozerul Samoan, Umaga. Jeff a reușit să câștige. După ce Umaga a ratat manevra sa de final, Jeff i-a făcut "Whisper În The Wind", reușind și Pin-ul. După meci Samoanul a fost foarte supărat și a rupt apărătorile din colțurile ringului.
În ediția WWE Draft din iulie 2008, Jeff a fost transferat în divizia SmackDown! A primit mai multe șanse la centura SUA a lui Shelton Benjamin, dar fără succes, datorită intervențiilor lui Montel Vontavious Porter. La Summerslam 2008 a pierdut contra lui MVP mulțumită standardului aurului, Shelton Benjamin.
Pe parcursul anului 2008,Jeff a mai avut șanse la titlul WWE a lui Triple H, dar nereușind să îl câștige.La Survivor Series 2008, Jeff suferă de o contuzie și este găsit inconștient în camera lui de hotel.Sunt zvonuri că Christian Cage l-ar fi atacat în hotel.În locul lui, împotriva campionului WWE, Triple H și a lui Vladimir Kozlov intră Edge în meci.Jeff intervine dar încasează o suliță (spear) și Egde devine noul campion WWE.Pentru a desemna pretendentul numărul 1 la titlul lui Egde, Vickie Guerrero organizează 3 meciuri de genul Beat The Clock între Jeff Hardy vs. The Brian Kendrick unde Jeff câștigă în 12:13 min, Vladimir Kozlov vs. Matt Hardy, rusul nereușind să se califice și Triple H vs. Shelton Benjamin unde Triple H a scos același timp ca și Jeff rezultând un meci în 3 la Armageddon.Jeff câștigă prima centură WWE în urma unui Swanton Bomb pe Egde și Triple H.Peste doar câteva săptămâni , într-o seară la Smackdown , Jeff Hardy face un accident în orașul său natal.O săptămână mai târziu lui Jeff , artificiile de pe Tron se îndreaptă spre el și îl lovesc.Iar la Royal Rumble 2009 , Jeff pierde centura în fața lui Edge , după ce fratele său Matt Hardy îl atacă surprinzător cu scaunul.Jeff lipsește câteva săptămâni de la Smackdown și revine înainte de No Way Out Jeff revine și își face fanii fericiți, după care discută despre No Way Out deoarece acolo participă la un meci Elimination Chamber , unde avea să piardă meciul , fiind eliminat de Undertaker , iar câștigătorul fiind Triple H.
La WrestleMania Jeff luptă cu Matt Hardy ,meci extreme rules dar din nefericire pentru Jeff, Matt Hardy câștigă.
La Backlash Jeff se luptă într-un ultim meci cu fratele său Matt meci de tip I Quit unde Jeff reușește să câștige.
În SmackDown! Jeff are meci împotriva lui Chris Jericho,Rey Mysterio, Kane,recent transferați în Smackdown. Câștigătorul va lupta cu Edge pentru World Heavyeight Championship.
La Judgment Day Edge câștigă meciul cu Jeff păstrându-și centura Heavyweight.
La Extreme Rules Jeff a reușit să îl învingă pe Edge într-un mod spectaculos,(într-un ladder match),devenind campionul "World Heavyweight" pentru puțin timp,deoarece C.M. Punk,văzând că are o ocazie să ia centura,l-a atacat pe Jeff,și,pentru că l-a luat prin surprindere, l-a învins.
Jeff,foarte dezamăgit de faptul că titlul i-a fost smuls din mâini din nou, îl provoacă pe CM Punk la un meci pentru titlu,la The Bash. CM Punk își provoacă descalificarea lovindu-l pe arbitru,pierde meciul dar își păstrează titlul. Dar Jeff nu are de gând să renunțe.A cerut revanșa,și a primit-o la Night Of Champions,dar înainte Jeff are un meci împreună cu Rey Mysterio împotriva lui Chris Jericho și Edge,meci "rage in a cage" cu CM Punk ca arbitru special.CM Punk îl admiră pe Hardy,îl aplaudă,dar Jeff nu are nevoie de aplauzele lui, nu îl poate ierta pentru felul în care i-a răpit titlul.
Jeff și Rey Mysterio pierd meciul, după care CM Punk îi laudă abilitățile lui Jeff.
La Night of Champions, Jeff reușește în sfârșit! În timpul meciului CM Punk încearcă să fugă,pentru a-și păstra titlul,dar Hardy nu are de gând să îi permită așa ceva,așa că îl aduce înapoi în ring,pentru a-l învinge,pentru a lua titlul pentru care a muncit atât.
Câteva ore după meci,Jeff își face prima apariție ca World heavyweight Champion,mulțumind tuturor fanilor care l-au susținut și i-au fost alături.
Primul în fața căruia a trebuit să-și apere titlul a fost John Morrison,pe care îl învinge fără probleme. După meci, CM Punk apare și el, încercând să-i vorbească lui Jeff,dar nu se poate controla și îl atacă.
CM Punk primește o șansă la titlu,iar Vince McMahon trimite un...invitat special,pe Matt Hardy.
Meciul e pe punctul să înceapă, Matt refuză să-și privească fratele în ochi...totul decurge bine,până când CM Punk reușește să îl prindă pe Jeff în pin. Matt Hardy oprește numărătoarea scoțându-l pe arbitru din ring.CM Punk este stupefiat,întrebându-l pe Matt "What's your problem?!" Matt nu apucă să spună ceva,pentru că Jeff îl prinde și îl bagă în pin. Matt Hardy numără repede : "1,2,3!" Jeff câștigă,își apără titlul. Matt Hardy face tot posibilul să plece cât mai repede de acolo. CM Punk îl atacă pe Jeff într-un mod vicios după meci.Cere revanșa,o primește. Iar meciul va avea loc la SummerSlam. Jeff Hardy a pierdut în fața echipei Hart Dynasty într-un meci handicap din 14 august 2009. Imediat după meci CM Punk i-a atacat pe Jeff și Morrison, dar Matt Hardy i-a salvat, devenind iarăși un wrestler face. Echipa celebră, The Hardy Boyz, va reveni! În ediția din 21 august a SmackDown!, Jeff a făcut echipă cu fratele său și John Morrison pentru a-i învinge pe CM Punk și Hart Dynasty. Matt Hardy a declarat că el și fratele său sunt din nou împreună. La SummerSlam Jeff Hardy în urma unui Swanton Bomb de pe o scară peste CM Punk aflat pe masa comentatorilor Hardy nu se lasă scos cu targa, dar totuși pierde centura mondială în acel meci, meci TLC. Peste 5 zile CM Punk pune în joc centura mondială într-un meci Steel Cage, iar Hardy cariera sa în WWE. Pierzând meciul părăsește WWE în 28 august 2009. După o lună Jeff s-a decis să se ocupe de motocross și de trupa sa. Totuși Hardy a rămas în inima publicului.

### Total Nonstop Action (2010-2017)
Peste câteva luni, i s-a oferit un contract, de către compania TNA, pe care l-a semnat, în evenimentul serii TNA Monday Night Impact. Jeff Hardy a făcut o întoarcere culminantă unde la Bound For Glory câștigă meciul pentru titlul TNA World Heavyweight cu ajutorul lui Immortal, grupare formată de Hulk Hogan și Eric Bischoff. Rob Van Dam apare în ring și este lovit de Jeff unde devine heel. Jeff își apără titlul cu succes până la Genesis unde a fost învins de Mr. Anderson. Jeff și-a recuperat titlul dar apoi îl pierde la Victory Road, luptând sub influența drogurilor împotriva lui Sting. Jeff Hardy revine în TNA în August. A apărut salvându-i pe Bobby Roode și James Storm care erau atacați de gruparea Immortal. Hardy începe un feud cu Jarrett până la Final Resolution, meciul fiind unul tip Steel Cage câștigat de Jeff. Sting apare și-l concediază pe Jarrett. Jeff Hardy câștigă o șansă pentru centura TNA World Heavyweight la Genesis unde Bobby Roode a fost descalificat intenționat lovind un arbitru. La Against all Odds Jeff se luptă cu Bobby Roode, James Storm și Bully Ray meci câștigat de Booby Roode. La Victory Road începe un feud scurt cu Kurt Angle unde a pierdut, dar și-a luat revanșa la Lockdown. Jeff intră în Bound For Glory Series unde până la urmă ajunge în Semifinale, luptând cu Samoa Joe prima oară apoi cu Bully Ray înfrângându-i pe amândoi câștigând Bound For Glory Series. Jeff Hardy se înfruntă cu Austin Aries la Bound For Glory intrând pe o melodie nouă intitulată "Similar Creatures" și câștigând acel meci și centura TNA World Heavyweight pentru a-3-a oară în carieră. La ultimul Impact Wrestling Jeff a venit cu o nouă centură, ca cea Immortală numai că pe negru.

### Revenirea în WWE (2017-prezent)
Pe 2 aprilie la WrestleMania 33, Jeff sa întors în WWE, împreună cu fratele său Matt, fiind adăugați ca participanți în ultimul minut la meciul cu scări pentru Campionatul Raw Tag Team împotriva echipelor lui Luke Gallows și Karl Anderson, Cesaro și Sheamus, Enzo Amore și Big Cass. Hardy Boyz a-u câștigat meciul, obținând cel de-al șaptelea titlu al echipei în WWE, precum și prima victorie a lui Jeff la WrestleMania. Următoarea noapte pe Raw, The Hardy Boyz a-u apărat cu succes Campionatul Raw Tag Team împotriva lui Luke Gallows și Karl Anderson. La Payback, Hardy Boyz și-au păstrat campionatele împotriva lui Cesaro și Sheamus. După meci, au fost atacați de Cesaro și Sheamus. Următoarea noapte la Raw, răufăcători Cesaro și Sheamus își vor explica acțiunile, susținând că fanii au fost mai susținători ai "unor acte de noutate" din trecut, cum ar fi The Hardy Boyz, care nu meritau să fie în meciul de la WrestleMania. Ulterior, la Extreme Rules, Hardy Boyz a-u pierdut titlurile într-un meci Steel Cage împotriva lui Cesaro și Sheamus și nu a reușit să-l recâștige următoarea lună la evenimentul inaugural Great Balls of Fire. Pe 20 august la pre-show-ul de la SummerSlam, The Hardy Boyz a-u făcut echipă cu Jason Jordan impotriva lui The Miz si The Miztourage (Curtis Axel si Bo Dallas) pierzând meciul.
La episodul de pe 28 august la Raw, Jeff a câștigat un Battle Royal de 15 persoane, eliminândul pe Jason Jordan pentru a deveni #1 candidat al campionatului Intercontinental.

## Viața personală
Jeff Hardy este fiul lui Ruby Mae Moore și Gilbert Hardy, un fost angajat al poștei americane. Mama sa a murit în 1986, când Jeff avea doar 9 ani, în urma unei tumori craniene. Tatăl fraților Hardy, Gil, a fost cel care s-a ocupat de educația celor doi și declară într-un interviu acordat unui ziar local că deși cei doi copii au fost destul de neastâmpărați, nu i-au creat niciodată mari probleme.
În același interviu, Gil povestește despre poznele făcute de Jeff și Matt când și-au construit un ring de wrestling dintr-o trambulină, în curtea casei. Astfel, când au montat trambulina pentru prima dată, au fixat-o în pământ, tăind firele telefonice. După ce trambulina a fost mutată în pădurea din apropierea casei, frații Hardy au dat foc resturilor de crengi rămase în urma amenajărilor făcute și au declanșat un incendiu, avariind un vechi Chevrolet deținut pe vremea aceea de tatăl lor.
Jeff Hardy este absolvent al liceului Union Pines. În prezent locuiește în orașul natal, Cameron,  deținând o casă în vecinătatea celei natale și celei a fratelui său.
După multe cercetări făcute, deși Jeff nu a vrut să mărturisească, fanii au aflat, el are o iubită.  
O cheamă Lita și se întâlnește cu ea de la vârsta de 24 de ani.În prezent Jeff are 41 de ani iar ea are 35. Trăiesc împreună în casa lui Jeff. Au fost unele păreri ale fanilor cum că Lita ar fii soția sa,dar se pare că momentan e un simplu zvon. Jeff încă nu și-a făcut planuri de viitor. 
De asemenea este un iubitor de animale înrăit. Are 6 căței,o iguană și un raton.Primul câine,pe care îl are aproape de 5 ani se numește Liger, al doilea se numește Black Dog și este foarte activ,un cățel de prerie numit Wittie. Ultimii 3 sunt încă pui și sunt primiți de la un fan.
Jeff este casatorit in prezent cu Beth Hardy si au un copil pe nume Ruby.

#### Preocupări artistice
În afară de wrestling, Jeff Hardy are o mulțime de alte interese. Spiritul artistic al wrestlerului se manifestă atât în pasiunea sa pentru muzică și poezie, cât și în creațiile modelate în curtea casei natale. Dintre acestea putem aminti o statuie de 9 metri confecționată din folie de aluminiu, amplasată în fața studioului de înregistrări și vulcanul artificial din curtea casei.
Pe data de 7 februarie 1999, Hardy a apărut într-un rol secundar în serialul american That '70s Show, alături de fratele său Matt. Pe 25 februarie 2002 a fost unul din invitații speciali ai emisiunii Fear Factor difuzată de postul NBC, alături de alți wrestleri ai WWE.
În 2003, Jeff își formează propria trupă de muzică, intitulată Peroxwhy?gen, alături de wrestlerul și bunul său prieten Shannon Moore. Trupa a înregistrat două melodii.Prima s-a numit "September Day" și a fost scrisă de Jeff în amintirea atentatelor din 11 septembrie 2001. A doua piesă s-a numit "Modest" și a fost folosită de Jeff ca melodie de intrare în perioada în care a evoluat în TNA. După lansarea celei de-a doua melodii, unele persoane susțineau că Hardy ar fi părăsit formația Peroxwhy?gen. Deși informațiile au fost infirmate, unul din moderatorii site-ului oficial al fraților Hardy a pretins că Jeff lucrează la o carieră muzicală solo.
În mai 2005, Matt și Jeff Hardy, alături de Shannon Moore, lansează un proiect online numit The Hardy Show Arhivat în 13 mai 2008, la Wayback Machine., prin care vor să arate publicului viața lor în afara ringului de wrestling.

## Manevre de final
Twist of Fate
Extreme Twist of Fate
Extreme Leg Drop
Swanton Bomb

### Manevre semnătură
- Whisper in the Wind
- Hardyac Arrest
- Inverted Neckbraker

## Palmares

### World Wrestling Federation/Entertainment
- WWE Championship 1 dată

- WWE United States Championship 1 dată

- WCW World Tag Team Championship 1 dată

- WWE European Championship 1 dată

- WWE Hardcore Championship  de 3 ori

- WWE Intercontinental Championship de 4 ori

- WWE Raw Tag Team Championship 1 dată

- WWE World tag team championhip de 7 ori

- WWE World Heavyweight Championship de 2 ori

### Total Nonstop Action
- TNA World Heavyweight Champion- de 3 ori
- TNA World Tag Team Championship (2 ori) – cu Matt Hardy